# Cattedrale di Troyes
La cattedrale dei Santi Pietro e Paolo (in francese: Cathédrale Saint-Pierre-et-Saint-Paul de Troyes) è la cattedrale della città di Troyes. Dal 1862 è classificata come Monumento storico di Francia.

## Storia
Un oratorio del IV secolo d.C., sorgeva sul luogo in cui oggi è stata costruita la Cattedrale. Una prima cattedrale è stata distrutta dall'invasione dei Normanni. L'odierno edificio religioso è stato voluto dal vescovo Garnier de Traînel, intorno al 1200 e iniziato dal suo successore nel 1208.
Nella Cattedrale, si trova la testa di Bernardo di Chiaravalle.

## Dati tecnici
La cattedrale è lunga 115 m, mentre la larghezza della facciata occidentale è di 45 metri. Al suo interno, la superficie delle vetrate - molte delle quali medievali e rinascimentali - è di 1600 m², mentre i rosoni hanno un diametro di 10 m.

## Galleria d'immagini

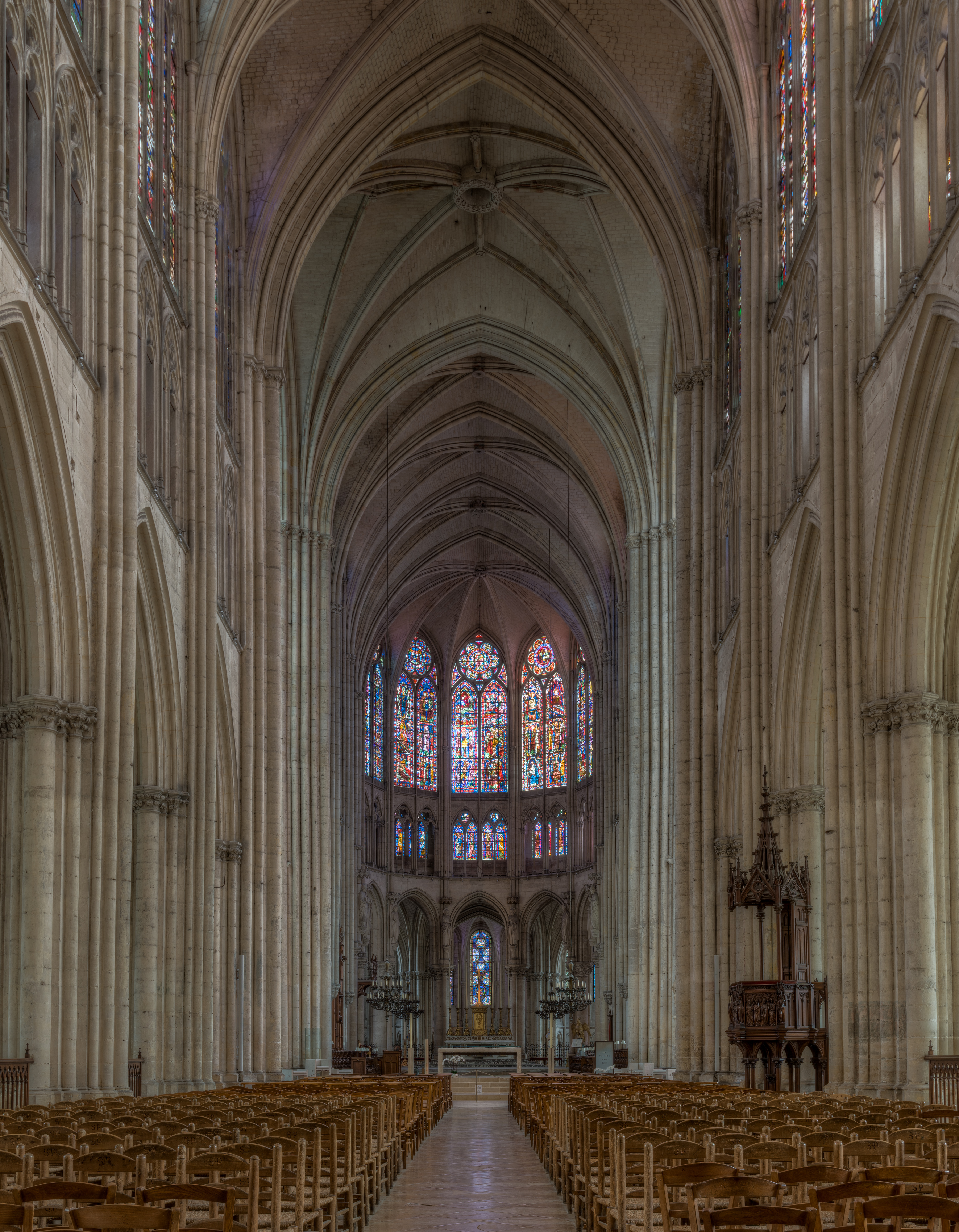
Interno della cattedrale
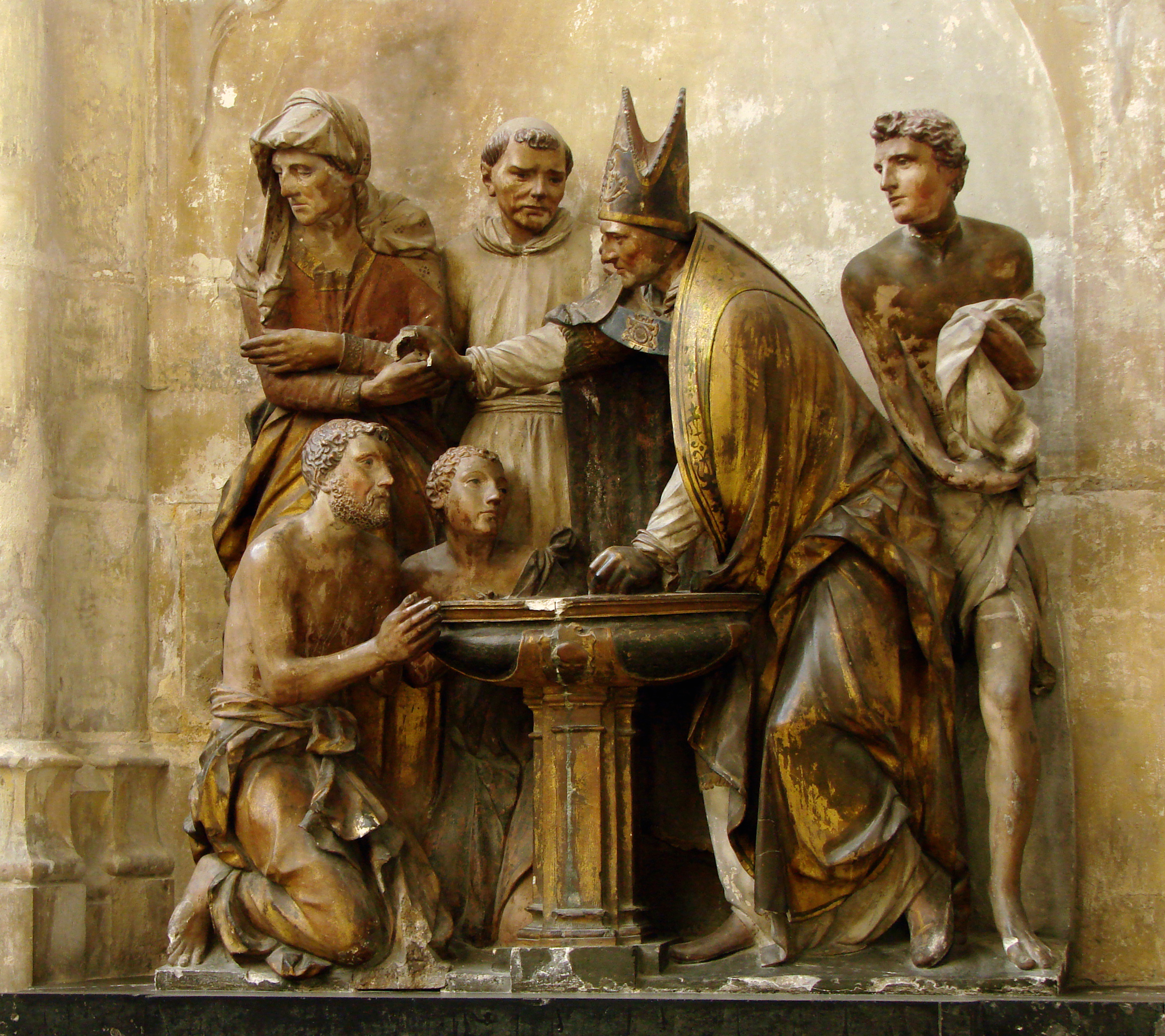
Scultrua che rappresenta il battesimo di San'Augustina (1549)
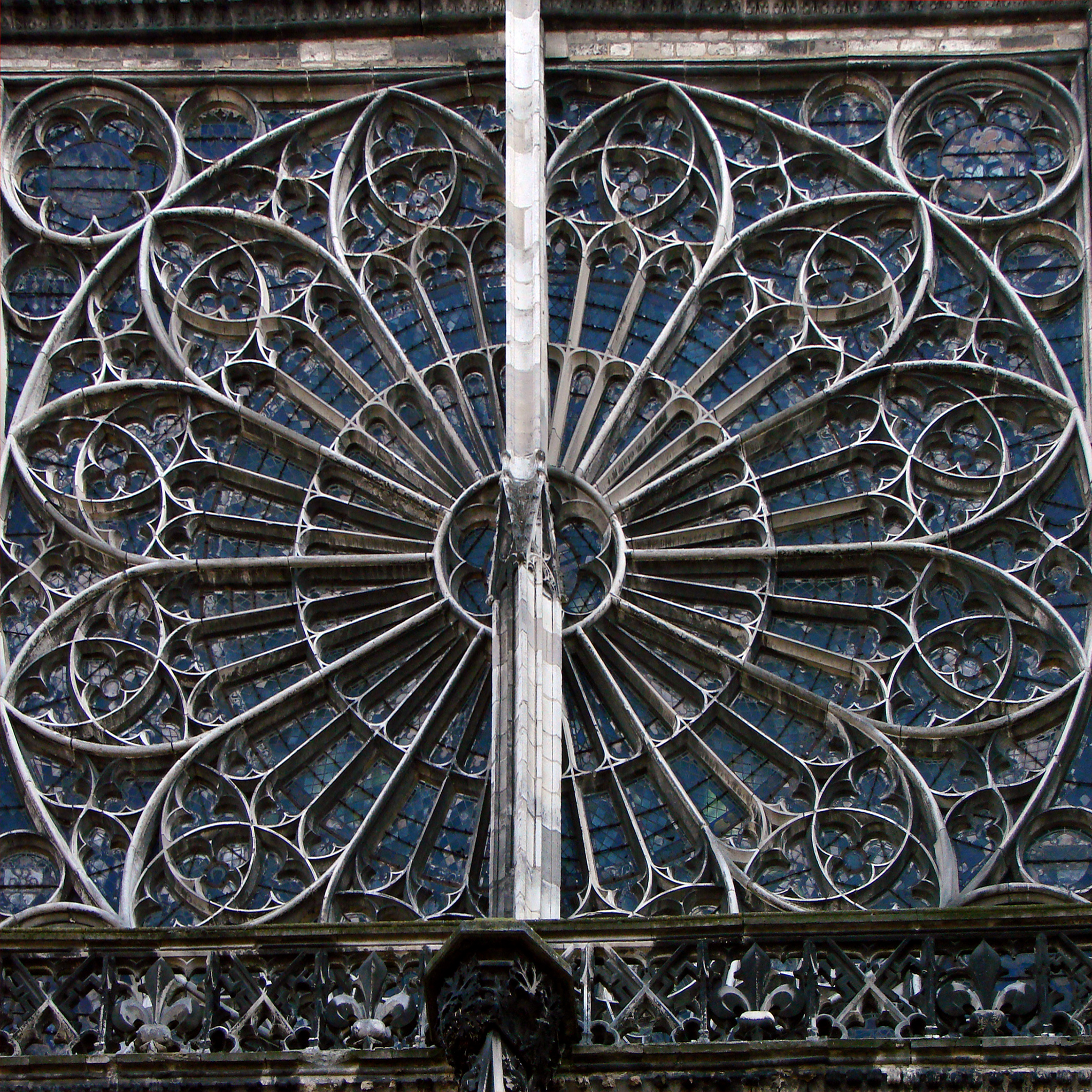
Il Rosone
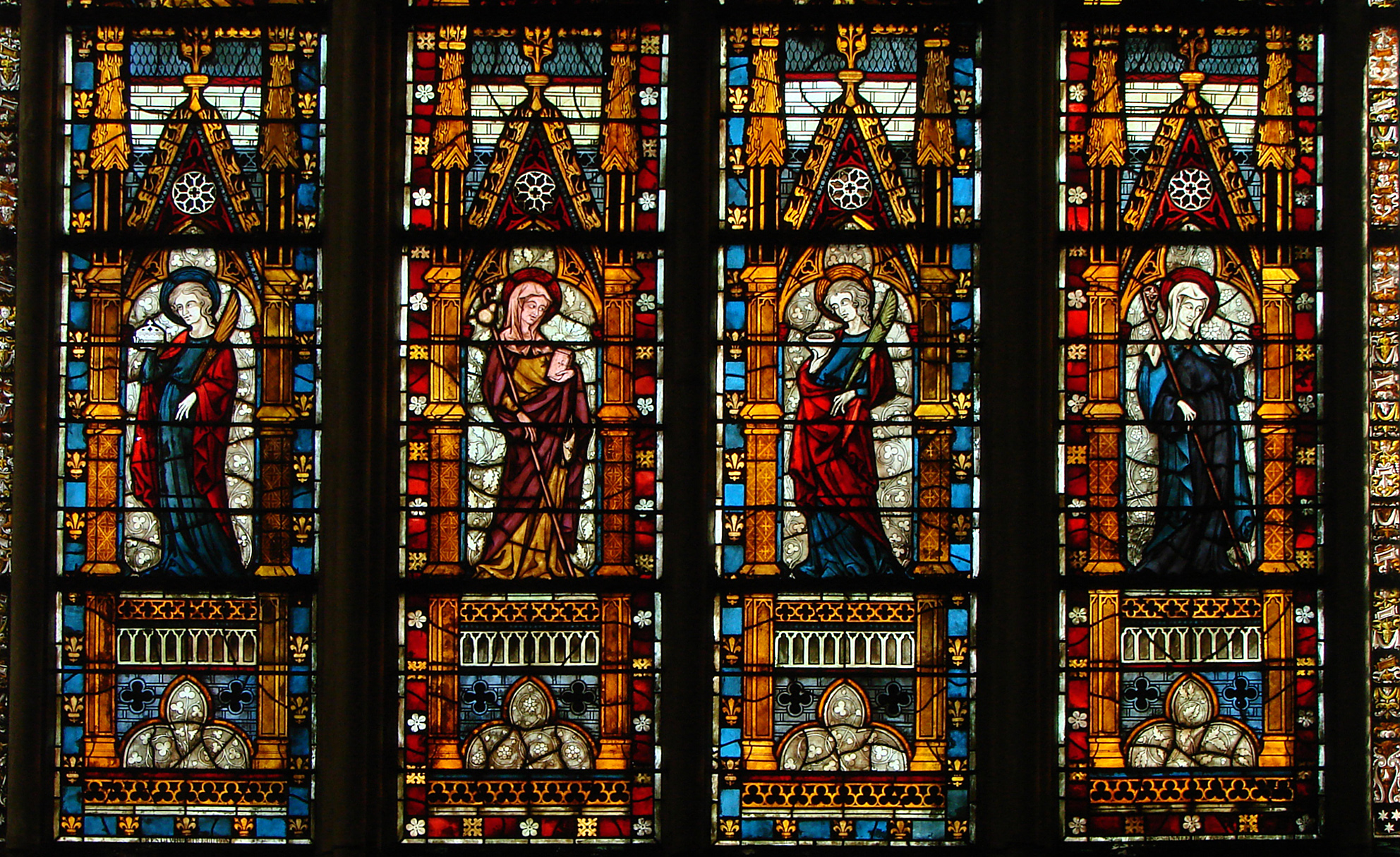
Dettaglio delle vetrate
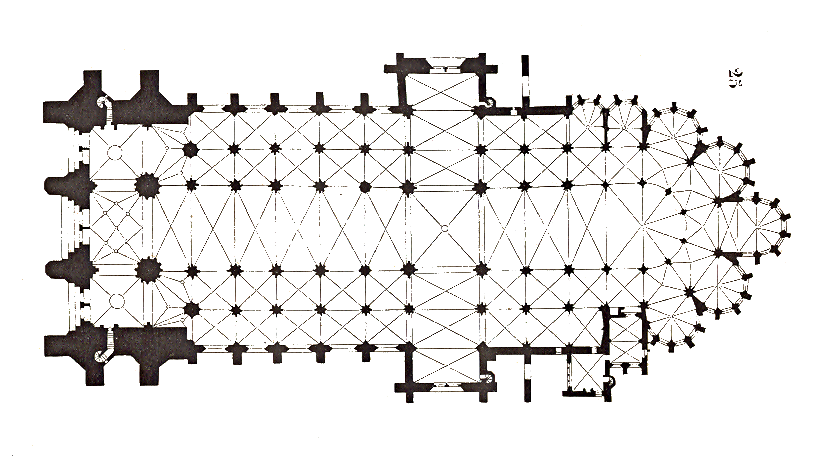
Planimetria della cattedrale di Troyes